# Banksia ser. Cyrtostylis
Banksia
Série
Classification phylogénétique
Banksia ser. Cyrtostylis est une série taxonomique du genre Banksia (famille des Proteaceae). Elle est constituée de 13 espèces étroitement apparentées de la section Banksia, toutes endémiques d'Australie-Occidentale. C'est une série assez hétérogène, dont la division en trois séries a été proposée en 1996.
La série Banksia ser. Cyrtostylis comprend les espèces suivantes :
- Banksia media (Banksia des plaines du sud)
- Banksia praemorsa (Banksia à feuilles coupées)
- Banksia epica
- Banksia pilostylis (Banksia des marais)
- Banksia attenuata (Banksia chandelier)
- Banksia ashbyi (Banksia d'Ashby)
- Banksia benthamiana (Banksia de Bentham)
- Banksia audax
- Banksia lullfitzii
- Banksia elderiana (Banksia espadon)
- Banksia rosserae
- Banksia laevigata (Banksia balle de tennis)
- Banksia elegans (Banksia élégant)
- Banksia lindleyana (Banksia porc-épic)